# Cultura de Medellín
La cultura en Medellín es una de las expresiones urbanas de la cultura paisa. Comienza con la fundación de la ciudad en el siglo XVI, pero también se nutre de las tradiciones culturales de los pueblos precolombinos que había en la región. Durante el siglo XX la ciudad se extendió hasta formar un Área Metropolitana, que a su vez se ha enriquecido con los aportes locales de Caldas, La Estrella, Sabaneta, Itagüí, Envigado, Bello, Copacabana, Girardota y Barbosa. Entre los principales escritores de la ciudad se encuentran León de Greiff, Manuel Mejía Vallejo, Porfirio Barba-Jacob, Fernando González y Fernando Vallejo. Entre sus artistas, Fernando Botero, Débora Arango y Pedro Nel Gómez.

## Historia

### Las artes y las letras a comienzo del siglo XX
Durante estos años fue vital el papel desempeñado por la Escuela de Minas, la Universidad de Antioquia y luego la Universidad Católica, hoy Universidad Pontificia Bolivariana. Estos centros de conocimiento han preparado académicamente las mentes responsables de construir el progreso en la región con un sentido nacional.
Las artes y las letras también gozaron de gran dinamismo por la misma época. A Tomás Carrasquilla, que en ese periodo produjo buena parte de su obra, se le sumaron el escritor y filósofo Fernando González (cuya última morada, en Envigado, es hoy un museo dedicado a su memoria), el caricaturista Ricardo Rendón y el poeta León de Greiff, pertenecientes a un grupo conocido como Los Panidas. Otros escritores importantes de aquella época fueron Porfirio Barba Jacob y Efe Gómez. En la pintura se destacaron Eladio Vélez y Pedro Nel Gómez, cuya vivienda, convertida en museo, se puede visitar hoy en el barrio Aranjuez. En la música es importante mencionar al compositor Carlos Vieco Ortiz. También, desde la década de 1940, Medellín se convirtió en un importante centro de grabaciones musicales para todo el país, con disqueras como Sonolux, Ondina y Silver.
Un importante desarrollo fue la instalación de la luz eléctrica, que no solamente sirvió para impulsar las fábricas, sino también para alimentar las primeras farolas del alumbrado público. El Club Unión, que empezó a funcionar en 1894, sirvió para el esparcimiento de las clases pudientes y, más tarde, en 1924, se le sumó el Club Campestre. Para la población en general abrieron sus puertas al público el Circo Teatro España (1909), el Teatro Bolívar (1919) y el Teatro Junín (1924). Durante muchas décadas, en ellos se presentaron óperas, zarzuelas, piezas de teatro y las primeras proyecciones de películas. Cine Colombia, actualmente la distribuidora de cine más importante del país, surgió en Medellín, en 1927.

### La vida cultural en las últimas décadas

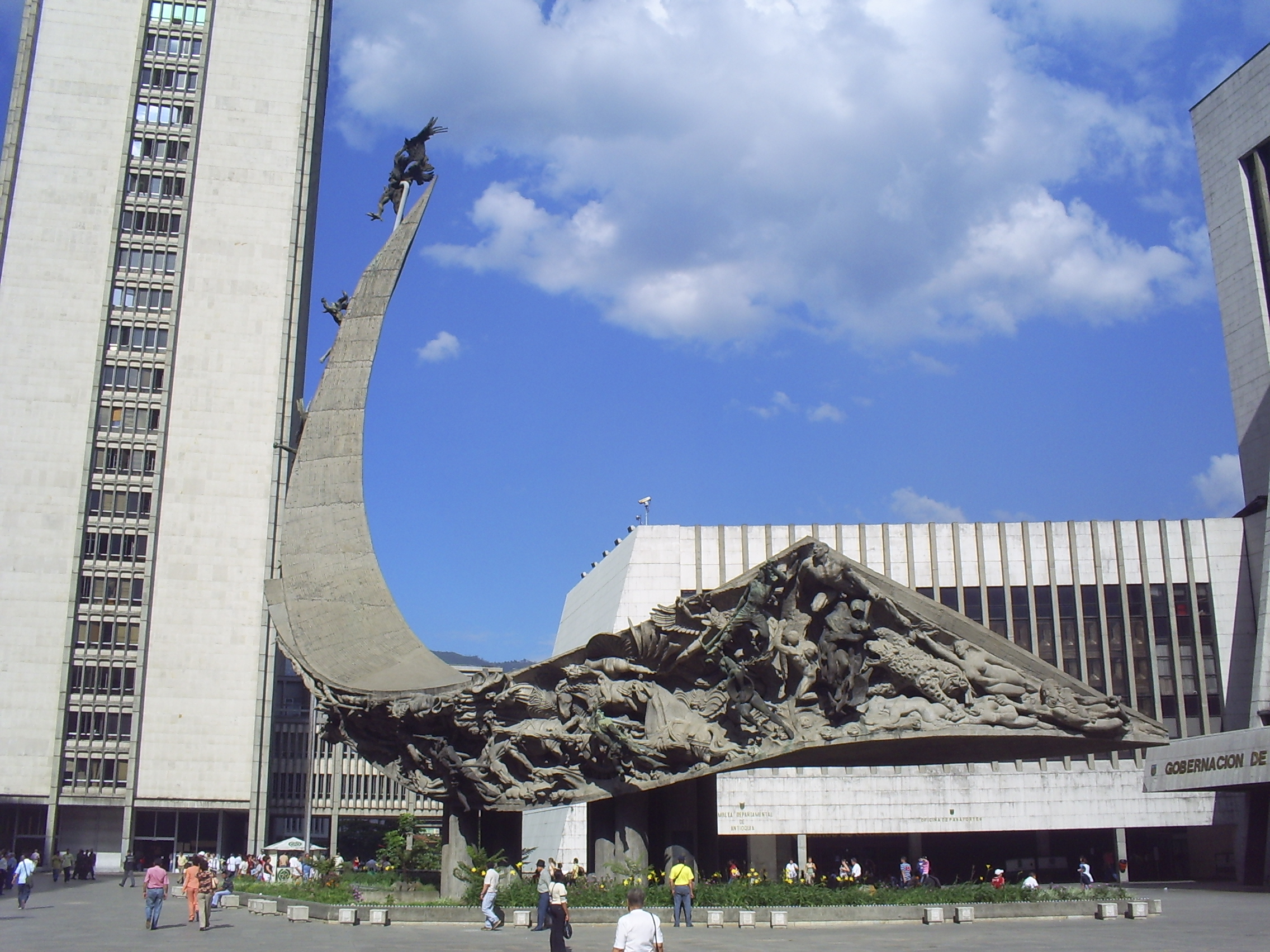
Monumento "La Raza", bronce y concreto, 38 m de alto. Localizado en el Centro Administrativo La Alpujarra.

En las décadas de 1950 y 1960 nuevos artistas y escritores introdujeron elementos modernos y hasta contestatarios en el panorama de la cultura local y nacional. Manuel Mejía Vallejo, sin abandonar las temáticas regionales, estableció nuevas formas narrativas.
El joven Gonzalo Arango, en compañía de otros contemporáneos, fundó el movimiento literario y contestatario conocido como Nadaísmo, que causó polémica entre la recatada sociedad de entonces con sus actuaciones anticlericales. Lo propio hizo la pintora Débora Arango con sus cuadros, en los que abundan el desnudo y los temas de crítica social. 

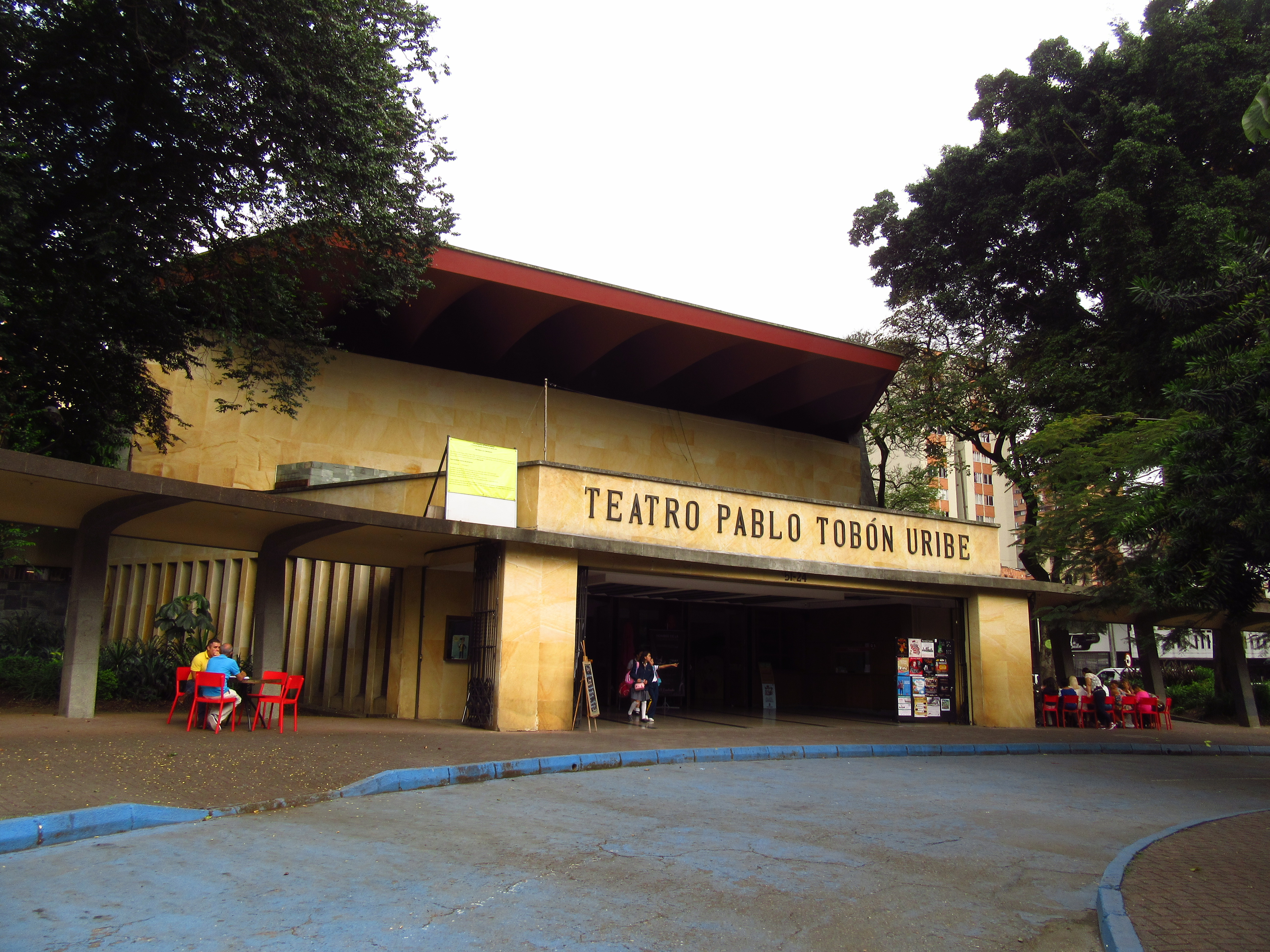
Teatro Pablo Tobón Uribe.

Otro pintor de la época, aún vigente, es Fernando Botero, cuya fama se extiende por América, Europa y Asia. Sus donaciones han servido para crear nuevos espacios culturales en la ciudad. Un poco más tarde, en la década de 1970, esculpiría sus obras más famosas el escultor Rodrigo Arenas Betancur.
El Teatro Pablo Tobón Uribe (1967), el Museo de Arte Moderno (1978) y el Teatro Metropolitano (1987), entre otros, contribuyeron a enriquecer la oferta de escenarios culturales de la ciudad. En el 2000 se reinauguró el Museo de Antioquia, en gran parte con obras de Fernando Botero.
Nuevas universidades, como la Universidad de Medellín (1950), la Universidad Eafit(1960), la Universidad de San Buenaventura (1961), la Universidad Autónoma Latinoamericana (1966) y el Tecnológico de Antioquia (1983) se sumaron a las ya existentes Universidad de Antioquia, Universidad Pontificia Bolivariana y Universidad Nacional de Colombia.

## Cultura paisa
Medellín es la ciudad más grande de la llamada región paisa de Colombia. Como tal, el elemento cultural paisa se encuentra expresado en las maneras de hablar, vestir, construir, usar el mercado, y en el negociar del medellinense común.  El mercado y las tiendas de barrio, que se supondrían en crisis ante la construcción de los modernos centros comerciales, se niegan a morir, siendo un espacio de encuentro y de intercambio de la cultura popular. De hecho, más del 70% de las ventas de productos básicos de la ciudad se realizan en las tiendas de barrio y los mercados populares. Así mismo, el catolicismo es uno de los ejes de identidad del paisa, se evidencia en la gran cantidad de templos católicos a lo largo y ancho del territorio de la ciudad.

### Otras culturas
Como urbe la ciudad está abierta a todas las manifestaciones culturales humanas que le llegan. En la actualidad, los siguientes son los grupos culturales no paisas más significativos de la ciudad [cita requerida]:
- El costeño, las relaciones de ambas culturas han sido siempre muy cordiales debido a la cercanía geográfica y al complemento entre ellas (costa y montaña).
- El chocoano, (dicho también “chocuano”).

Para una información cultural más amplia,
Véase también Arte y cultura en Antioquia.

## Riqueza arquitectónica

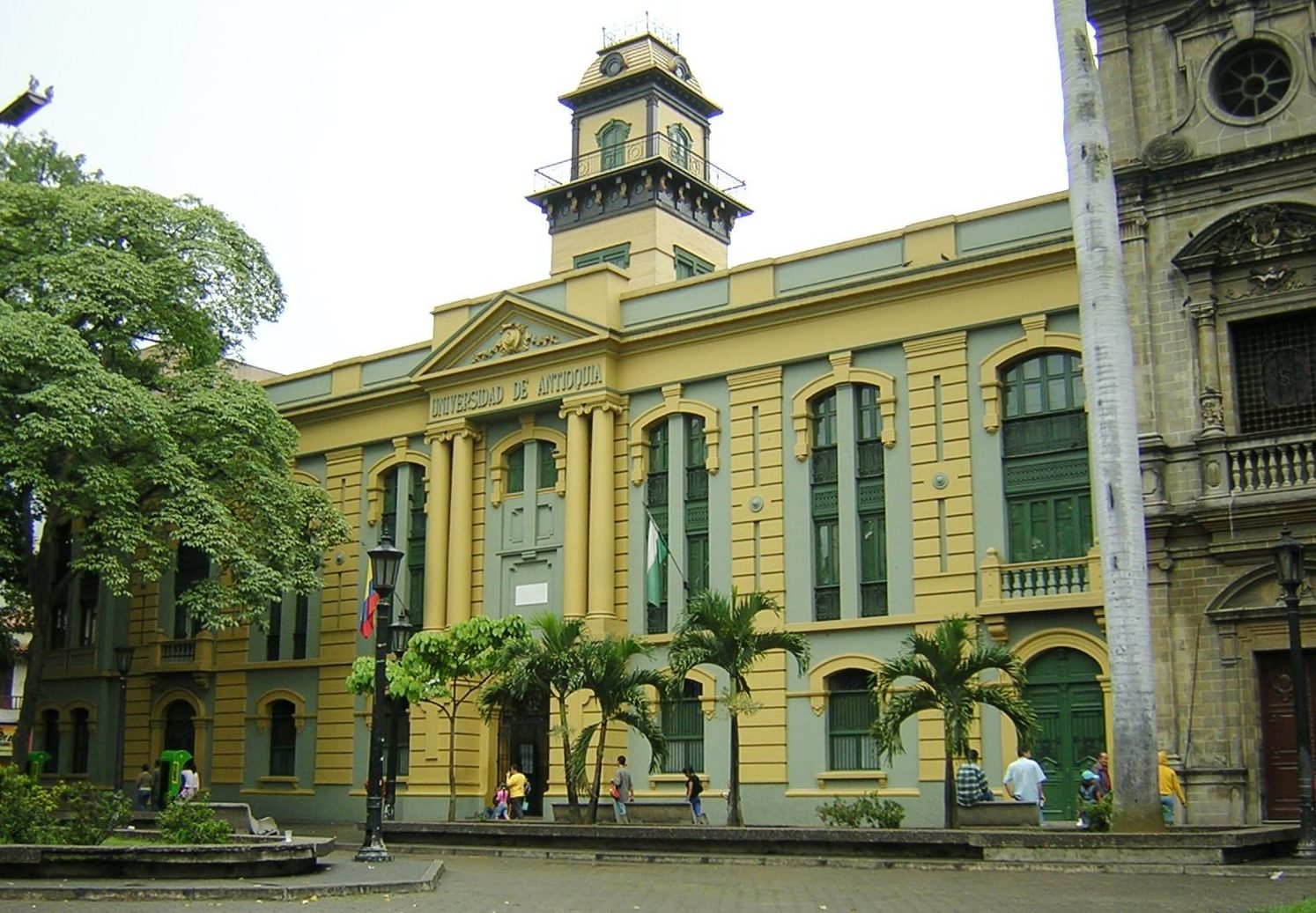
Edificio San Ignacio, más conocido como Paraninfo de la Universidad de Antioquia.

Algunas de las principales muestras arquitectónicas tradicionales de la ciudad son el Palacio Nacional, el Paraninfo de la Universidad de Antioquia, la Estación Cisneros del Ferrocarril, el Cementerio de San Pedro y el Palacio de la Cultura Rafael Uribe Uribe, todas de carácter republicano.

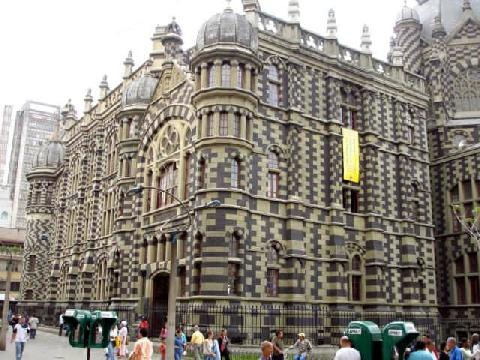
Palacio de la Cultura Rafael Uribe Uribe.

También se destacan el Palacio Egipcio y el Teatro Prado, ubicados ambos en el barrio del mismo nombre. De los tiempos modernos se destacan el Edificio Coltejer (década de los 70),  la torre más alta de la ciudad (175 metros de altura), y uno de los principales símbolos de la urbe. Figura igualmente la Torre del Café, segunda en altura.

La Catedral Basílica Metropolitana en el Parque Bolívar es orgullo de la ciudad al ser reconocida como la construcción en ladrillo cocido más grande del mundo y la séptima iglesia católica más grande del mundo por área construida [cita requerida]. 

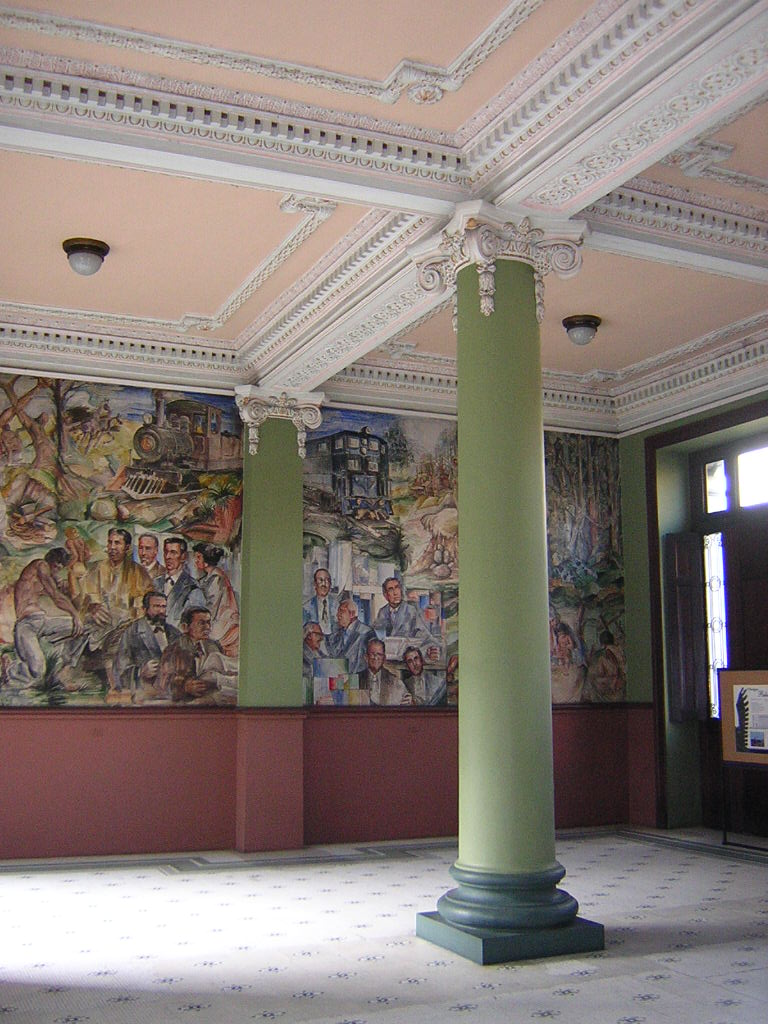
Interior de la estación central del Ferrocarril de Antioquia, en Medellín.

La arquitectura tradicional de la ciudad puede contemplarse en los barrio Prado, Buenos Aires, La Floresta, La América, Belén, algunos sectores de El Poblado, Manrique, algunos sectores del Centro de Medellín, Guayaquil, Aranjuez, Boston y Robledo.

## Museos y Bibliotecas

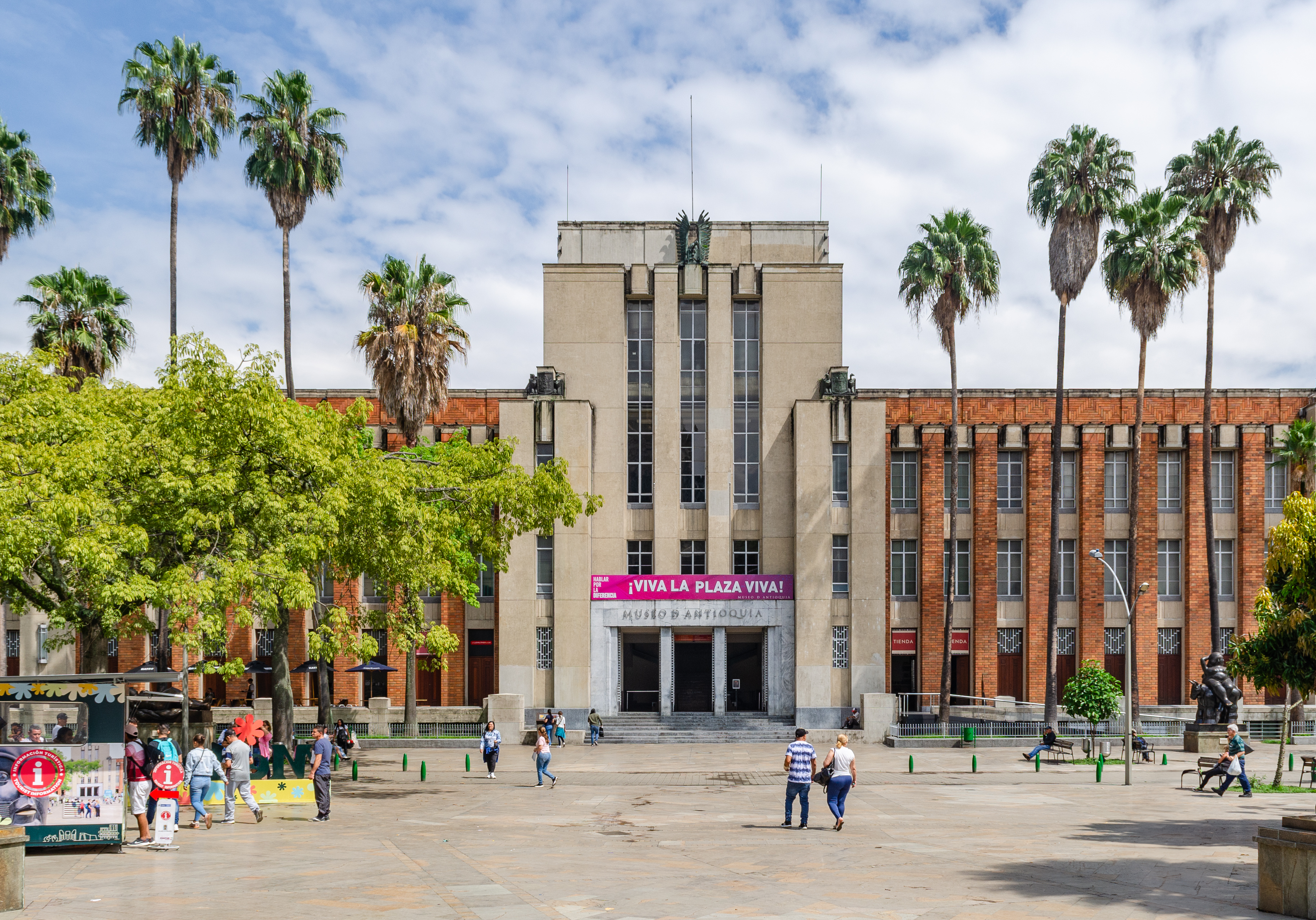
Museo de Antioquia.

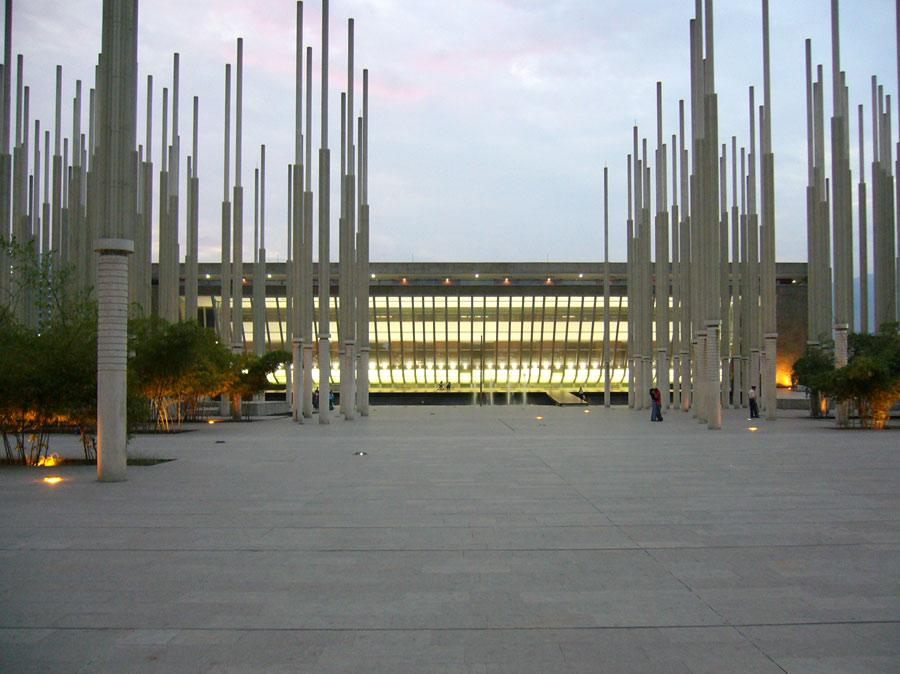
Biblioteca de las Empresas Públicas de Medellín.

La ciudad cuenta con varios museos y bibliotecas. Sobresalen
- Museo de Antioquia
- Museo Interactivo
- Museo Explora
- Museo de Arte Moderno
- Museo El Castillo
- Museo Universitario, Universidad de Antioquia
- Museo Etnográfico Miguel Ángel Builes
- Museo Casa Gardeliana
- Museo de la Madre Laura
- Museo Pedro Nel Gómez
- Museo Pedro Nel Ospina
- Museo Filatélico de Medellín
- Casa Museo Otraparte, en Envigado
- Panteones de San Pedro, entre otros.
- Biblioteca Pública Piloto
- Casa de la Cultura
- Biblioteca de las Empresas Públicas de Medellín
- Modernos Parques-Biblioteca en los barrios populares.

## Música

### Tango
En cuanto a la música popular, la ciudad es llamada la "Capital colombiana del tango", lo cual se debe a que en esta localidad murió en 1935, en un accidente aéreo, el "Rey del Tango", Carlos Gardel. Desde entonces, el tango forma parte del alma popular de Medellín con una profunda raigambre.
Desde la muerte de Gardel se generó en Medellín la leyenda del "Zorzal Criollo". En "la legendaria Medellín", como la motean en Buenos Aires, Argentina, hay muchas leyendas sobre el fallecimiento de la singular superestrella. El tango constituye, sin duda, uno de los elementos culturales más profundos del pueblo en la urbe antioqueña.
Véase también Casa Museo Gardeliana

### Música raizal antioqueña
Otras expresiones raizales de la música tradicional paisa, como la música de carrilera, la trova paisa, la serenata, la música de cuerdas, el bolero, la música guasca y la música de despecho, se pueden apreciar en las fiestas y retretas populares, así como en muchos centros de diversión. 
En la  famosa "Serenata" del canal televisivo local Teleantioquia, que se escucha cada semana nacional e internacionalmente, interpretada por inesperados artistas de máximo nivel, están siempre presentes bambucos, pasillos, canciones, y en general toda la música andina colombiana.

### Música compartida, importada e internacional
También diversas manifestaciones musicales colombianas forman parte de la vida musical de la ciudad, entre las cuales se destaca el vallenato. La salsa, el rock en español, el reguetón, el rock y sus diferentes manifestaciones como el metal, la música andina y suramericana, y otros géneros como la "música vieja", tienen además en Medellín su espacio muy importante. El Festival anual de Jazz convoca anualmente exponentes de primer orden mundial en este género. Artistas como Juanes, el Grupo Suramérica, Darío Gómez u Octavio Mesa demuestran la importancia que tiene la música en Medellín. Adicionalmente, el reguetón es una tendencia fuerte en la ciudad, lo que la ha convertido en la meca desde donde este género se expande por Colombia con más de 300 grupos conformados.

### Música culta y clásica
Por otra parte, en cuanto a la música culta, existen  orquestas sinfónicas y filarmónicas, y grupos de Ballet, Danza y Canto clásicos Entre las agrupaciones de música culta son notables el Estudio Polifónico de Medellín y la Orquesta Filarmónica de Medellín.

## Literatura
Buena parte de la literatura paisa se origina esencialmente en la "cuentería", dentro de un contexto rural y montañero. El arriero paisa contaba sus correrías en las viejas fondas o a los suyos al final de los largos viajes entre los caminos de montaña. En los cuentos de los abuelos o de las señoras venían aquellas historias de espantos, apariciones, "bultos", brujas y duendes que llenaban la imaginación de los niños y erizaban la piel de los adultos.
En los relatos a la luz de antiguos candiles se retrataba la picardía del paisa, sus aventuras, su fuerza y su astucia en los negocios y en la vida. Los arrieros, abuelos, señoras habladoras y culebreros no escribieron, pero sí jóvenes intelectuales que heredaron tal acervo de los juglares populares y comenzaron a convertirlo en arte escrito.
Dado que los habitantes de Medellín incorporan para sí la esencia completa del modo de ser genérico paisa, la ciudad suele adoptar y citar entre sus escritores destacados a personajes provenientes de otros pueblos de Antioquia. Entre medellinenses y otros paisas se recuerdan:
- León de Greiff
- Gregorio Gutiérrez González
- Tomás Carrasquilla
- Epifanio Mejía
- Efe Gómez
- Manuel Mejía Vallejo
- Jorge Robledo Ortiz
- Porfirio Barba-Jacob
- Estanislao Zuleta
- Fernando González
- Gonzalo Arango
- Carlos Castro Saavedra
- Fernando Vallejo

## Filosofía
Entre los más destacados filósofos de la ciudad de Medellín se encuentran Estanislao Zuleta, (1934 – 1990), educador, escritor, crítico, maestro de toda una generación no sólo en la ciudad sino en todo el país. Un hombre que dejó una huella imborrable en las aulas académicas de Colombia, en especial en la Universidad Nacional de Colombia y en la Universidad del Valle. Sus obras se ganaron la simpatía y la admiración latinoamericana e internacional. Otro, entre los maestros de la filosofía de la ciudad es Fernando González Ochoa, inspirador del movimiento Nadaísta.

## Arte

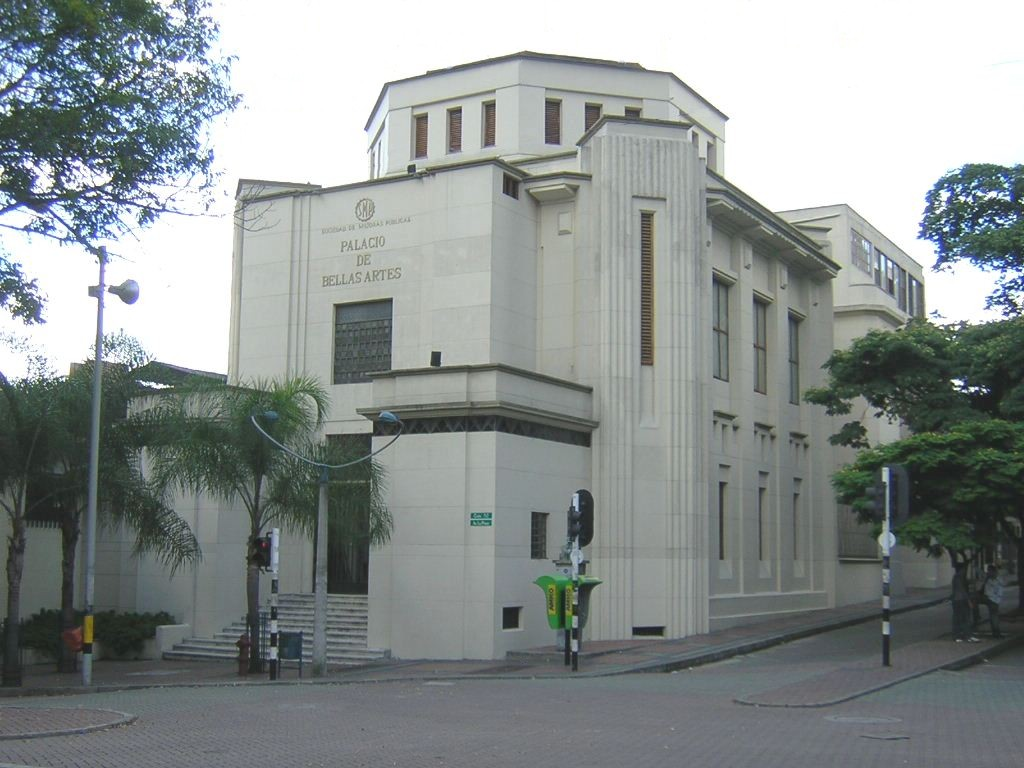
Palacio de Bellas Artes.

El Palacio de Bellas Artes de Medellín un importante centro cultural de la ciudad  en donde se presentan  grupos de danza y música tradicional, pintores, escultores y artistas de todo género – por ejemplo El Águila Descalza. De Medellín han surgido figuras artísticas de carácter internacional como el maestro Pedro Nel Gómez, de quien se dice es el más grande muralista latinoamericano [cita requerida], y quien retrata bien el contexto cultural e histórico del paisa. También el maestro Fernando Botero y la maestra Débora Arango. En la ciudad se pueden admirar Frescos elaborados por los grandes muralistas de Colombia Pedro Nel Gómez y Santiago Martínez Delgado.

## Gastronomía
En Medellín se puede encontrar todo el conjunto de comidas internacionales que reclama una urbe en pleno proceso de internacionalización, en sus hoteles, restaurantes y áreas de encuentro masivo y diversión. Es fácil localizar restaurantes chinos, franceses, italianos, mexicanos, árabes, thai y otros, así como restaurantes de comida nacional (platos típicos del Pacífico colombiano, la Costa, Bogotá, el Valle del Cauca, Tolima y otros). Pero como principal centro de la región, es lógico que cualquier visitante pregunte por el plato típico conocido como la bandeja paisa, que consiste en fríjoles, arroz, carne en polvo, chicharrón, morcilla, chorizo y arepa de maíz, usualmente acompañada de aguacate, tomate y hogao, un plato firme candidato a Plato Nacional del país. Son otros platos tradicionales la  mazamorra, la morcilla, el mondongo, - todos productos de los campos antioqueños, de una cultura que se construyó sobre la base campesina.
Un experto medellinense en gastronomía es el autor Julián Estrada Ochoa quien ha publicado incontables documentos sobre la gastronomía paisa, medellinense y colombiana en general.

## Ciudad de exposiciones, eventos, congresos y espectáculos

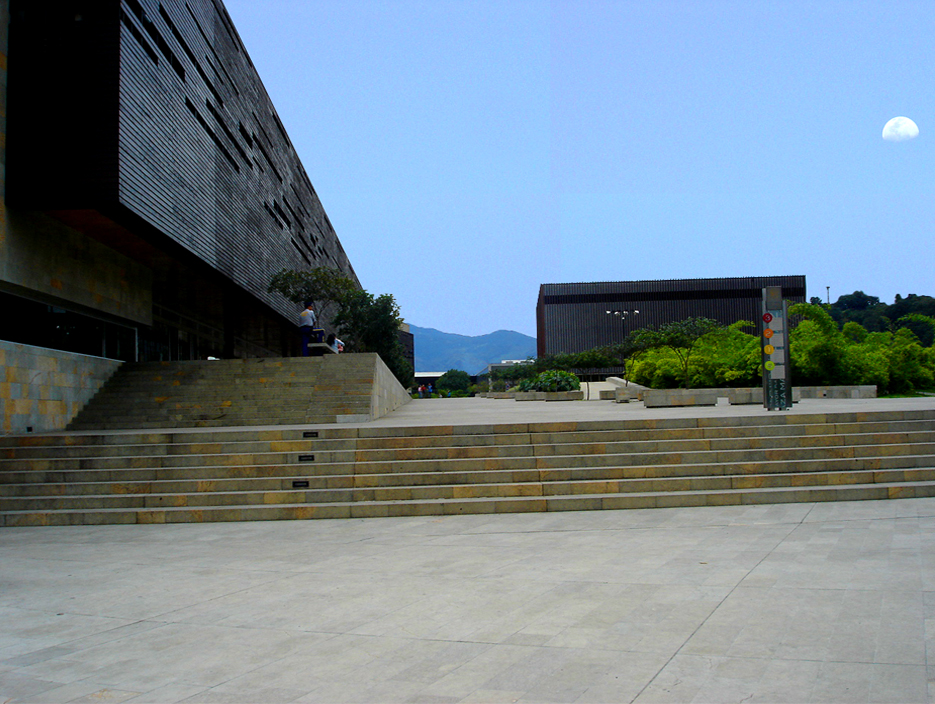
Centro Internacional de Convenciones CIC.

El Palacio de Exposiciones de Medellín es el principal centro de eventos en la ciudad al poseer la mayor planta para desarrollar actividades y congresos nacionales e internacionales denominado CIC (Centro Internacional de Convenciones), situado en la Plaza Mayor, o en el Jardín Botánico de la ciudad. Estos son los principales eventos que se desarrollan en el lugar:
- Expofinca
- Feria del Hogar y la Integración Cooperativa
- Feria de la Antioqueñidad
- Expocasa
- Colombiamoda
- Superventas
- Feria del Transporte
- Café de Colombia
- Saludexpo
- Expoempresa
- Bolsa Turística Internacional
- Agroferia
- Hecho a Mano
- Colombia Provoca.

## Religión

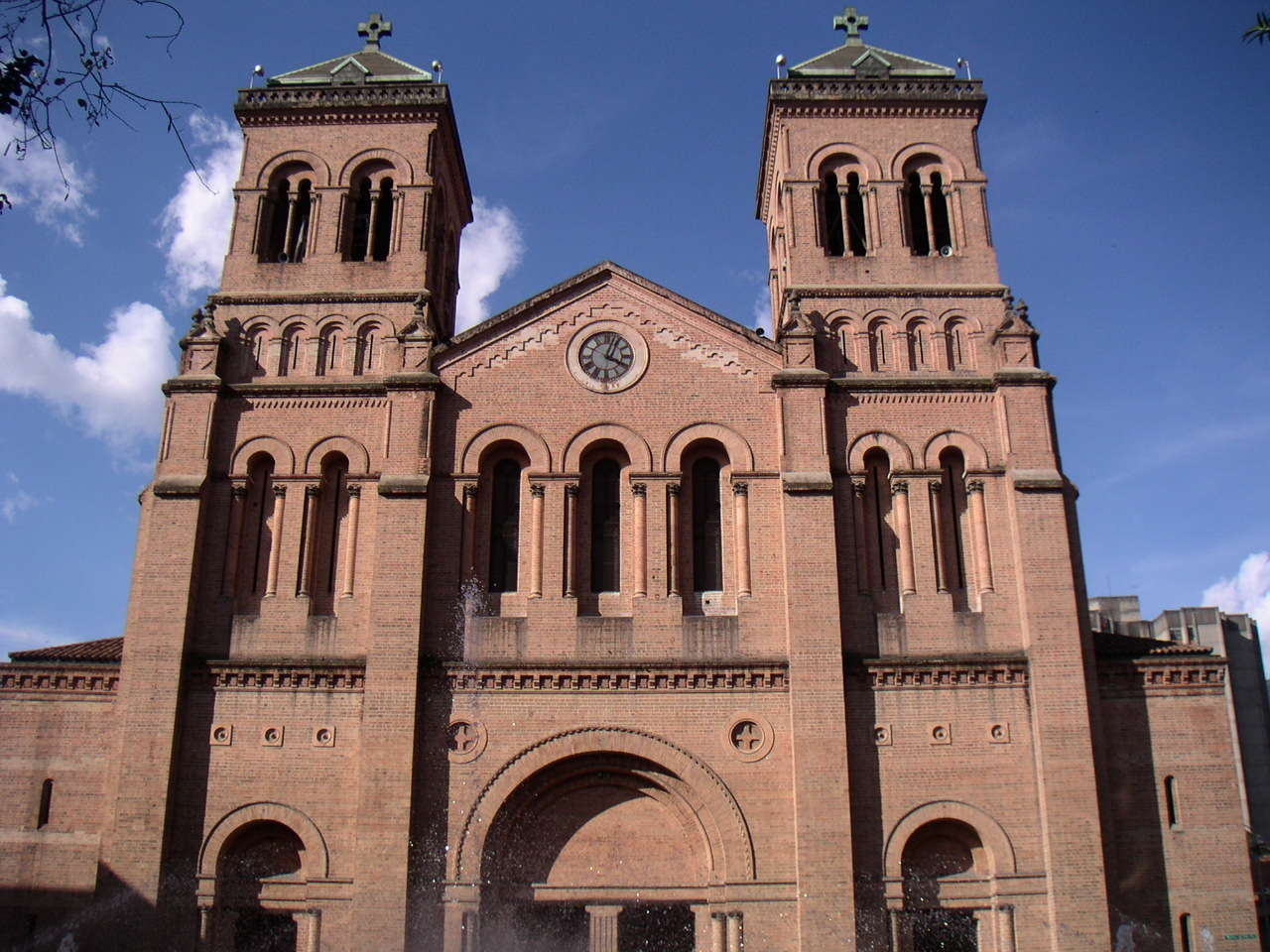
Catedral Metropolitana de Medellín.

La ciudad de Medellín profesa mayoritariamente la religión católica. Sin embargo, el derecho a la libertad religiosa en el país del que habla la Constitución de Colombia de 1991, ha servido como base para diversificar las creencias religiosas de las personas y, en consecuencia, el aumento de grupos y templos.
La Catedral Metropolitana de Medellín, una de las edificaciones más emblemáticas de la ciudad y Colombia se erige como el «mayor templo del catolicismo de Medellín», uno de los templos religiosos más relevantes y visitados en época de Semana Santa. Debido a su importancia, fue declarado Monumento nacional por la Resolución N.º 2 del 12 de marzo de 1982, un sitio de interés histórico y cultural.
En pleno siglo XXI, es posible encontrar templos religiosos de diversas corrientes y/o doctrinas, entre ellas, centros protestantes, centros de hinduismo, taoísmo, budismo, astrología, esoterismo y templos asociados a los denominados testigos de Jehová. También se encuentran mormones y la iglesia ortodoxa.

## Teatros

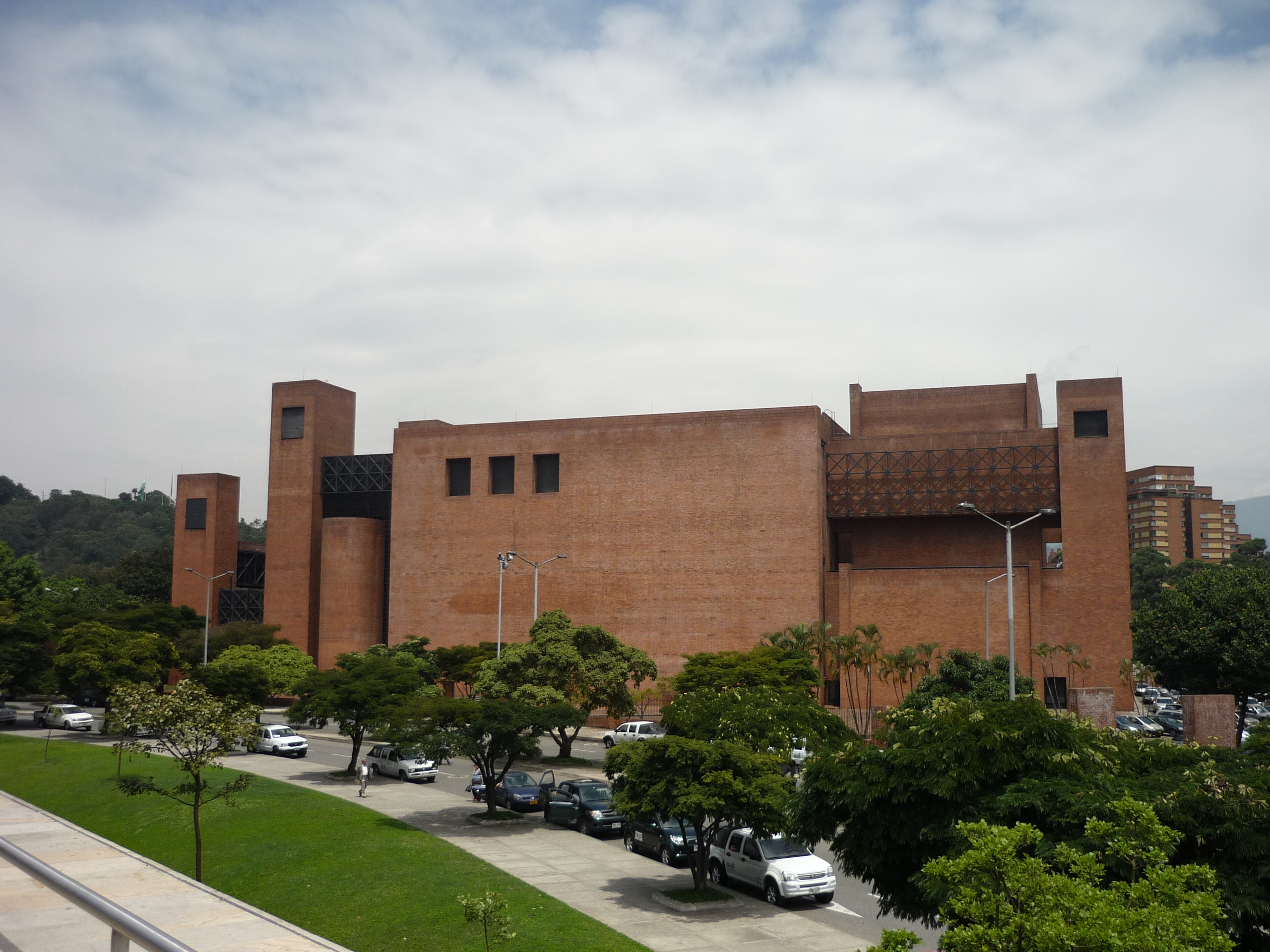
Teatro Metropolitano de Medellín.

Principales teatros y asociaciones teatrales de la ciudad:
- Teatro La Casa de Crisanto
- Teatro Metropolitano de Medellín
- Teatro Pablo Tobón Uribe
- Planetario Jesús Emilio González
- Teatro Porfirio Barba Jacob
- Teatro Sala Sentidos
- Teatro Divina Obscenidad
- Teatro El Águila Descalza
- Teatro Universidad de Medellín
- Teatro Universitario Camilo Torres Restrepo
- Teatro La hora 25
- Teatro Popular de Medellín

Algunas asociaciones teatrales,
- Teatro El Triángulo
- Ballet Folclórico de Antioquia
- Asociación Pequeño Teatro de Medellín
- Teatro de Muñecas La Fanfarria
- Asociación Colectivo Teatral Matacandelas
- Café Concierto Los Inquietos
- Teatro Manicomio de Muñecos
- Corporación Cultural Teatro de Seda
- Teatro Barra del Silencio
- Instituto de Bellas Artes.

## Parques de Medellín

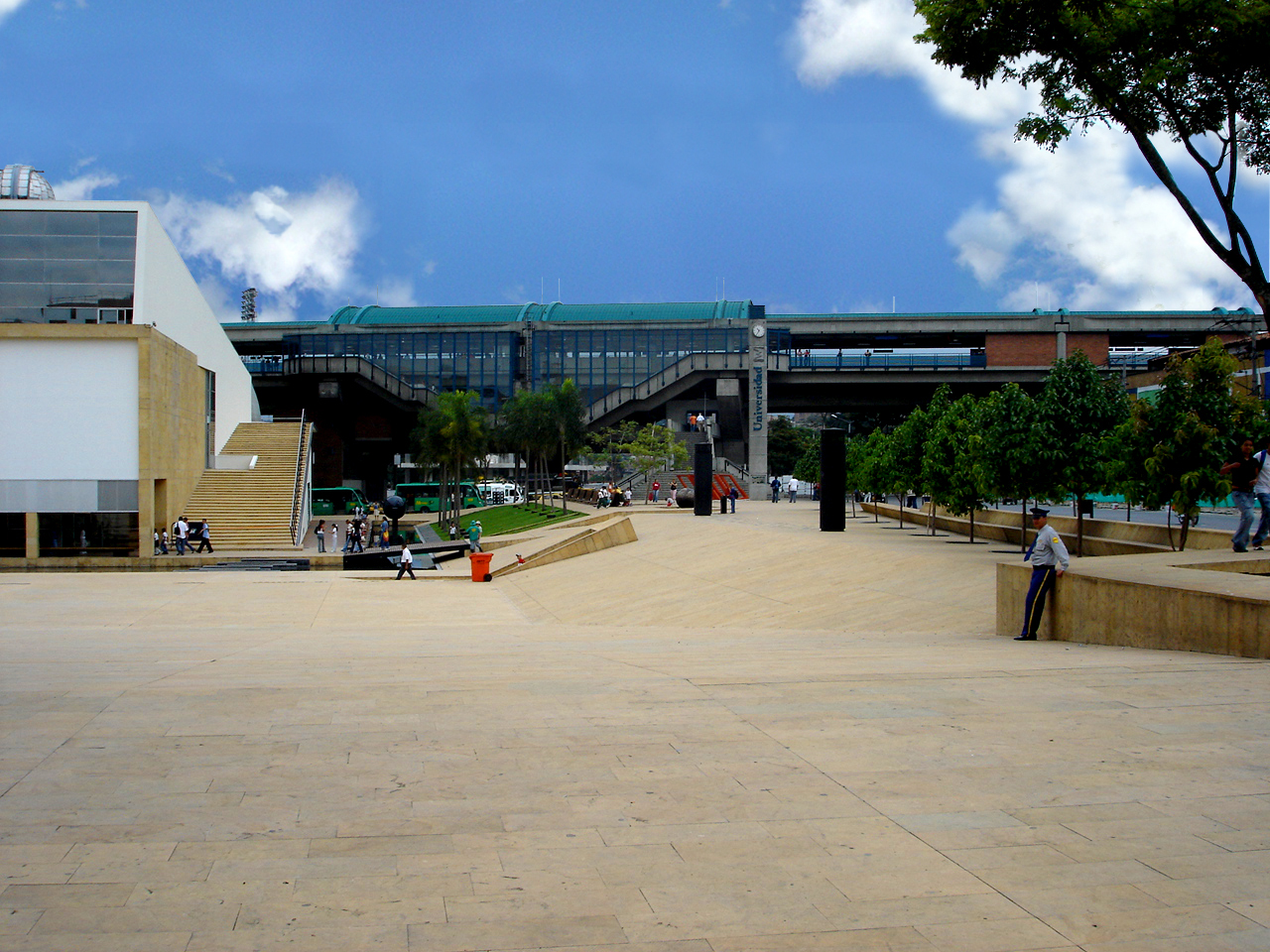
Parque de los Deseos en el norte de la ciudad.

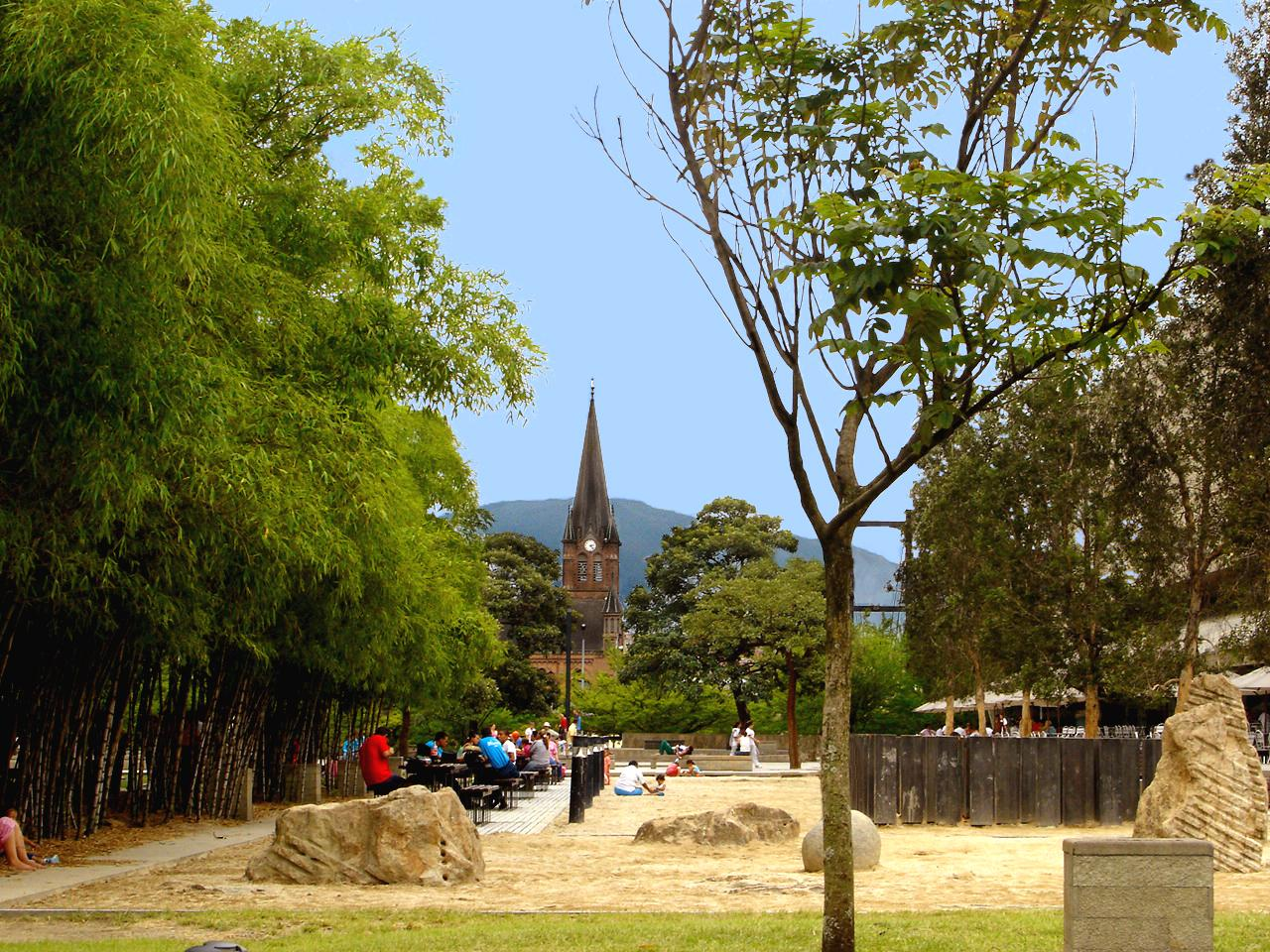
Parque de los Pies Descalzos.

La ciudad cuenta en su espacio público con parques y plazas en continuo desarrollo. Sirven como lugares de interés general en donde se fomenta la recreación y temas relacionados en materia de ecología, preservación, convivencia, conocimiento y cultura.
Parques y plazas:
- Parque de los Pies Descalzos
- Parque de los Deseos
- Parques Biblioteca (5 de ellos)
- Parque Norte
- Jardín Botánico
- Parque de Berrío
- Plazuela Nutibara
- Plazuela de la Villa de Aburrá
- Parque de Bolívar
- Parque de San Antonio
- Parque Juan Pablo II
- Sendero del Río
- Plaza de Cisneros
- Plaza de las Esculturas (Plaza Botero)
- Plaza Mayor
- Parque Lleras
- Parque Lineal La Presidenta
- Parque de El Poblado
- Parque de El Periodista
- Cerro Nutibara
- Cerro El Volador
- parque explora
- Zoológico Santa Fe.

## Bibliografía y centros de documentación

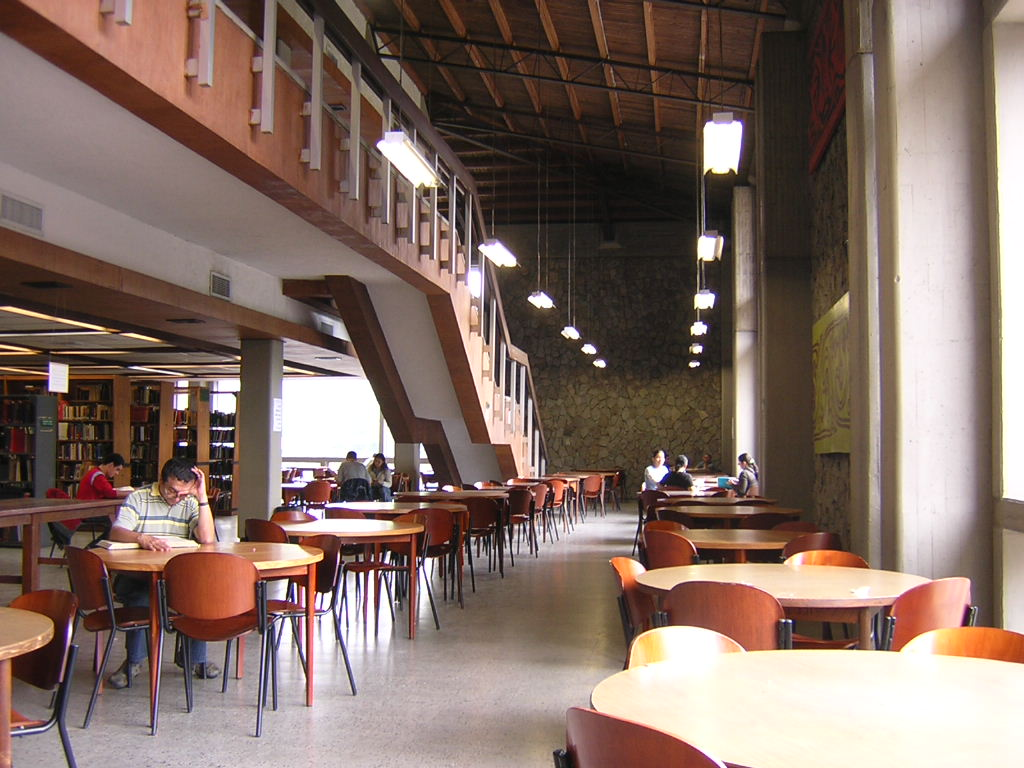
Biblioteca Central de la Universidad de Antioquia.